# Анастас Вардапет
Анастас Вардапет (арм. Անաստաս վարդապետ) — армянский историк, автор известного сочинения об армянских монастырях в Иерусалиме.

## История

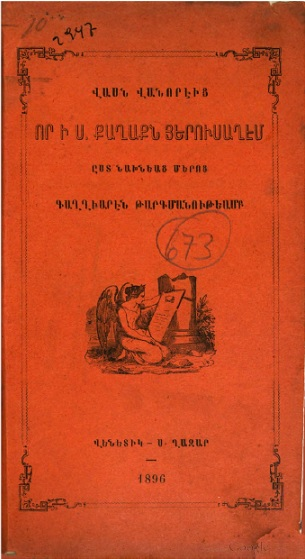
«О монастырях в святом городе Иерусалиме», обложка издания 1896 года, Венеция

Сочинение является письмом вардапета Анастаса князю Амазаспу Пахлавуни Камсаракану и озаглавлен «О монастырях в святом городе Иерусалиме» (арм. «Վասն վանորէից, որ ի սուրբ քաղաքն Յերուսաղէմ»). Как передает автор в начале труда, письмо является перечнем монастырей, построенных «армянскими князями со времен царствования Трдата Великого и правления Григора Просветителя». Дошел до нас в пяти рукописных вариантах. В письме числятся семьдесят (в двух вариантах семьдесят два) армянских монастырей и их местоположение в Иерусалиме. Уже в XIX веке существовали десять изданий сочинения Анастаса, в том числе переводы на русский, английский и французский языки.

### Аутентичность
Достоверность и датировка труда стали вопросом изучения историков уже с конца XIX века. Первым этим вопросом занялся Г. Алишан, который и датирует сочинение Анастаса началом VII века. Некоторые исследователи давали также датировку VI веком, другие идентифицировали Анастаса вардапета с католикосом Анастасом I Акореци (661—667 гг). Самые ранние дошедшие до нас рукописи датируются XVI веком. Единственное упоминание Анастаса вардапета и его сочинения в древней армянской историографии встречается у Мовсеса Каганкатваци. Глава 52 второй книги «Истории страны Алуанк» полностью заимствована у Анастаса, о чём сообщает и сам Каганкатваци. При чём Каганкатваци говорит об Анастасе как о покойном человеке. Неопределённость даты написания данной главы второй книги «Истории страны Алуанк» (VII или X век) не позволяет, однако, с уверенностью датировать сочинение Анастаса на основе этой информации. Не объясняется также то, что, согласно Каганкатваци, Анастас вардапет писал письмо Вагану (в некоторых вариантах Ваграму) Мамиконяну, однако во всех рукописях Анастаса упоминается только Амазасп Пахлавуни Камсаракан (некоторые исследователи предположили наличие двух списков составленных Анастасом вардапетом, однако этот тезис не нашёл поддержку). В литературе отмечается также, что некоторые анахронизмы в труде могли попасть в дошедшие варианты рукописей только в X—XI вв. Спор касательно датировки окончательно не решён, но обычно жизнь и деятельность Анастаса вардапета датируют между VI и VIII вв.
 Сомнению подвергалась также достоверность сообщения о семидесяти армянских церквях в Иерусалиме. Важнейший вклад в дело изучения аутентичности труда Анастаса вардапета вложил Аведис Санджян, по мнению которого данное сочинение имеет сомнительный или преувеличенный характер. Однако археологические раскопки в Иерусалиме конца XX—начала XXI вв. и найденные многочисленные армянские надписи, руины монастырей и мозаики, датированные VI—VII вв., частично изменили данную точку зрения и снова подняли вопрос об аутентичности сочинения.